# The Ghost Busters
O Trio Calafrio
The Ghost Busters (Trio Calafrio no Brasil) é uma série cômica de televisão produzida pela Filmation e exibida pela rede CBS dos EUA entre os anos de 1975 e 1976. Foram produzidos 15 episódios.
Esta série não tem relação ao filme Ghostbusters de 1984 (embora a Columbia Pictures pagasse à Filmation uma licença para usar o nome). Tal como o filme, a série gerou sua própria sequência animada, The Original Ghostbusters (Os Fantasmas no Brasil), em 1986.